# Xã Lincoln, Quận Stafford, Kansas
Xã Lincoln (tiếng Anh: Lincoln Township) là một xã thuộc quận Stafford, tiểu bang Kansas, Hoa Kỳ. Năm 2010, dân số của xã này là 124 người.